# علي بن أحمد الجرجرائي
أبو القاسم علي بن أحمد الجرجرائي هو قائد فاطمي شغل منصب وزير الدولة الفاطمية من 418 هـ الموافق 1027م حتى وفاته في 7 رمضان 436 هـ الموافق 27 مارس 1045م.

## سيرته
ولد في جنوب بغداد، جاء إلى مصر مع شقيقه، وتولى بعض الأعمال البيروقراطية في الدولة الفاطمية. دخل في خدمة ست الملك قبل أن يصبح مساعدًا لرئيس الشرطة في القاهرة. أدين بعدم الولاء عام 1013، وقُطعت يديه. لكن الحاكم بأمر الله سرعان ما ندم على هذه العقوبة القاسية، وأعاده إلى القصر وولاَّه ديوان النّفقات.
قال الذهبي عنه: «وَكَانَ مِنْ دُهَاة المُلُوك.»، وقَدْ هَجَاهُ جَاسوسُ الْفلك بِأَبيَات مِنْهَا:

## وزارته
أصبح وزيرًا في 418 هـ / 1027 في عهد الظاهر لإعزاز دين الله ثم المستنصر بالله الفاطمي حتى وفاته في مارس 1045.
اهتم الجرجارئي بتحسين العلاقات مع الإمبراطورية البيزنطية.، وفي عام 1036 تم الاتفاق على معاهدة سلام، حيث نقطة الخلاف الرئيسية هي السيادة على إمارة للمرداسيين في حلب، والتي ادعت كلتا القوتين أنه تتبعها. تولى الجرجارئي الوصاية في بداية عهد المستنصر بالله الفاطمي.